# Obština Svilengrad
Obština Svilengrad (bulharsky Община Свиленград) je bulharská jednotka územní samosprávy v Chaskovské oblasti. Leží v jižním Bulharsku podél hranice s Řeckem a Tureckem, v údolí Marici na konci Hornothrácké nížiny mezi severovýchodními svahy Východních Rodopů a jihozápadními svahy Sakaru. Správním střediskem je město Svilengrad, kromě něj zahrnuje obština 23 vesnic. Žije zde přes 21 tisíc stálých obyvatel.

## Sídla
| - Černodăb - Derviška Mogila - Dimitrovče - Generalovo - Kapitan Andreevo - Kostur - Levka - Lisovo | - Matočina - Mezek - Michalič - Mladinovo - Momkovo - Mustrak - Păstrogor - Pašovo | - Rajkova Mogila - Ravna Gora - Siva Reka - Sladun - Studena - Svilengrad (sídlo správy) - Štit - Varnik |

## Sousední obštiny
| Růžice kompasu | Charmanli |                    | Topolovgrad | Růžice kompasu |
| Růžice kompasu | Ljubimec  | Sever              |             | Růžice kompasu |
| Růžice kompasu | Ljubimec  | Obština Svilengrad |             | Růžice kompasu |
| Růžice kompasu | Ljubimec  | Jih                |             | Růžice kompasu |
| Růžice kompasu |           |                    |             | Růžice kompasu |

## Obyvatelstvo
V obštině žije 21 489 stálých obyvatel a včetně přechodně hlášených obyvatel 24 943. Podle sčítáni 1. února 2011 bylo národnostní složení následující:
- Bulhaři: 19 069 (89.9 %)
- Romové: 1 700 (8.0 %)
- Turci: 316 (1.5 %)
- ostatní: 132 (0.6 %)